# Carlos Silveira da Graça
Carlos Silveira da Graça, noto come Kay (Contea di São Vicente, 5 gennaio 1988), è un ex calciatore capoverdiano, di ruolo difensore.

## Carriera

### Nazionale
Ha esordito in nazionale nel 2013.

## Palmarès

### Club

#### Competizioni nazionali
- Segunda Liga: 1

Belenenses: 2012-2013